# Nimetön (Rymättylä)
Nimetön est une île de l'archipel finlandais à Naantali en Finlande.

## Géographie
Nimetön est à environ 21 kilomètres au sud-ouest de Turku.
La superficie de l'île est de 56,3 hectares et sa plus grande longueur est de 1,6 kilomètre dans la direction est-ouest,.
Le point culminant de Nimetön est à 45 mètres au-dessus du niveau de la mer et la moitié de la superficie de l'île est à plus de 20 mètres au-dessus du niveau de la mer. 
L'île est boisée, avec quelques petits champs anciens.
Parmi les îles voisines, les plus remarquables sont l'île d'Otava sur le côté nord, avec le village de Röölä sur la rive nord de Laitsalmi, Pitkäluoto séparée par un détroit sur le côté ouest, et la grande île d'Airismaa sur le côté sud du détroit de Kirveenrauma.

## Transports
La route de liaison 1890 traverse la partie orientale de Nimetön. 
La route entre dans l'île depuis l'île d'Otava au nord par le pont Sattirauma d'environ 25 mètres et continue vers le sud jusqu'à Airismaa par le pont de Kirveenrauma de 270 mètres.
Une autre route traversant Nimetön mène à l'île de Pitkäluoto via un petit pont depuis la pointe ouest de Nimetön.

### Articlesconnexes
- Liste d'îles de Finlande